# Martin I. (Aragón)

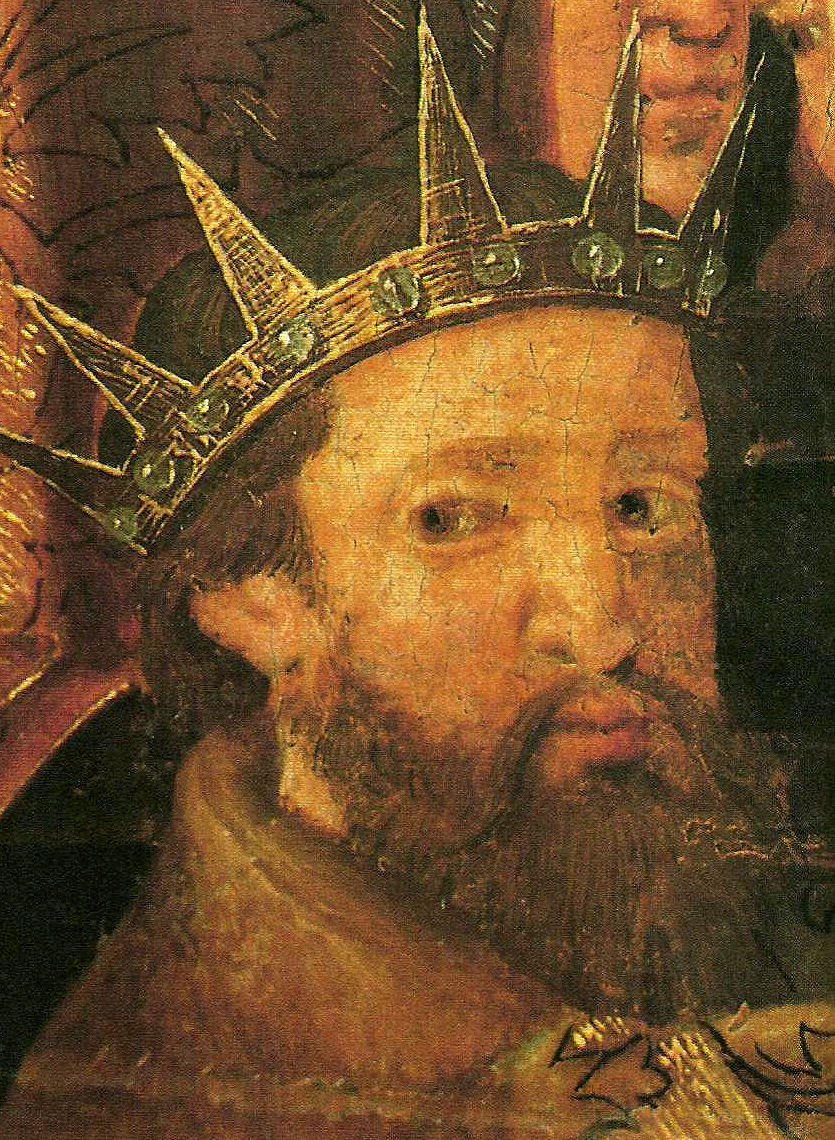
König Martin I. von Aragón. Detail aus einem Gemälde von 1542

Martin I. genannt der Humane, auf Katalanisch Martí l’Humà, auf Aragonesisch Martín l’Humanista, auf Spanisch Martín el Humano, (* 29. Juli 1356 in Perpignan oder Girona; † 31. Mai 1410 in Barcelona) war von 1396 bis 1410 König von Aragón und ab 1409 auch von Sardinien, von 1409 bis 1410 war er als Martin II. auch König von Sizilien.

## Leben
Martin war der zweite Sohn von Peter IV. aus dessen dritter Ehe mit Eleonore von Sizilien, einer Tochter von König Peter II. von Sizilien. Er heiratete 1372 Maria de Luna, die Erbin der Herrschaft Segorbe aus dem Haus Luna.
Nach dem Tod von Martins Onkel, König Friedrich III. von Sizilien folgte dessen noch minderjährige Tochter Maria von Sizilien. Sie stand unter der Vorherrschaft von vier Baronen, den sogenannten Vikaren (Consiglio dei quattro Vicari ≃ Rat der vier Stellvertreter). Im Jahr 1390 wurde Maria nach Aragón gebracht und mit Martins Sohn Martin dem Jüngeren verheiratet. Am 22. März 1392 landete Martin mit einer großen Flotte in Trapani. Die Eroberung und Niederwerfung Siziliens zog sich nach anfänglichen Erfolgen in die Länge. Als Martins älterer Bruder König Johann I. 1396 ohne Söhne starb, weilte Martin noch immer in Sizilien. Seine Frau Maria de Luna verteidigte Martins Thronansprüche gegen die Königinwitwe Violante und Johanns Schwiegersohn Matthieu de Foix bis zu Martins Rückkehr 1397.
Nach dem Tode Maria de Lunas, 1406, heiratete Martin 1409 Margarita de Prades, die Ehe blieb jedoch kinderlos. Maria von Sizilien starb 1401, ihr folgte Martin der Jüngere als Martin I. in Sizilien, stand jedoch unter dem Einfluss der von seinem Vater ernannten Räte. Nach dem Tod Martins des Jüngeren, der 1409 auf einem Feldzug in Sardinien fiel, folgte Martin seinem Sohn als König Martin II. von Sizilien, überließ die Herrschaft jedoch weitgehend Blanca von Navarra, der Witwe seines Sohnes.
Nachdem Martin 1410 ohne überlebende Nachkommen starb, entstanden in Aragón infolge des Auftretens verschiedener Prätendenten heftige Thronstreitigkeiten. Die Ständeversammlungen von Katalonien, Valencia und Aragon bestimmten eine Kommission mit neun Mitgliedern zur Königswahl. Im Kompromiss von Caspe wurde der Infant Ferdinand von Kastilien, ein Sohn von Martins und Johanns Schwester Eleonore und des kastilischen Königs Johann I., als König bestimmt.
Im Jahre 1399 gründete Martin das Kartäuserkloster in Valldemossa auf Mallorca, die Kartause von Valldemossa, die heute eine der berühmtesten Sehenswürdigkeiten der Mittelmeerinsel ist.